# Iris (film, 2011)
Iris är en finlandssvensk barnfilm från 2011 i regi av Ulrika Bengts.

## Handling
Filmen utspelar sig 1890 när 8-åriga Iris mamma, som är konstnär och ensamstående förälder, åker på affärsresa till Paris och lämnar Iris med sin bror, som bor på Åland. För Iris är det jobbigt att anpassa sig till en ny miljö och det gör att hennes världsomfattning skiftar mellan dröm och verklighet.

## Rollista
| Agnes Koskinen      | – Iris                |
| Maria Salomaa       | – Ester Mattson       |
| Eleonora Andersson  | – Sofia               |
| Erik Lönngren       | – Albert              |
| Richard Hägerstrand | – Erik                |
| Tobias Ziliacus     | – Elias               |
| Marika Parkkomäki   | – Jolanda             |
| Emmi Pesonen        | – Helena Jansson      |
| Oskar Pöysti        | – Samuel              |
| Pia Runnakko        | – Selma               |
| Magnus Krepper      | – Bruno               |
| David Sigridsson    | – Marius              |
| Robert Enckell      | – postmästare / döden |
| Stella Hägerstrand  | – dött barn           |
| Jan-Erik Berglund   | – förare              |
| Nikolai Andersson   | – Helenas barn        |
| Sonja Pesonen       | – Helenas barn        |
| Astrid Törneroos    | – Helenas barn        |

## Produktion
Filmen spelades in den 5–27 augusti 2010 på Åland och i Stockholm.

## Utmärkelser
- Ulrika Bengts vann barnjuryns Kalevapris 2011 vid Uleåborgs barn- och ungdomsfilmfestival.[2]
- Filmen vann priset för bästa film och Chuvassia Critics Award vid Cheboksary International Film Festival i Tjeboksary, Ryssland 2012.[2]